# Sybistroma apicilaris
Sybistroma apicilaris är en tvåvingeart som först beskrevs av Yang 1999.  Sybistroma apicilaris ingår i släktet Sybistroma och familjen styltflugor.
Artens utbredningsområde är Ningxia (Kina). Inga underarter finns listade i Catalogue of Life.